# Rakovac (Pale)
Pour les articles homonymes, voir Rakovac.
Rakovac (en serbe cyrillique : Раковац) est un village de Bosnie-Herzégovine. Il est situé sur le territoire de la ville d'Istočno Sarajevo, dans la municipalité de Pale et dans la république serbe de Bosnie. Selon les premiers résultats du recensement bosnien de 2013, il compte 917 habitants.

## Géographie
Le village est situé au nord de Pale.

## Démographie

### Évolution historique de la population dans la localité
| 1948 | 1953 | 1961 | 1971 | 1981 | 1991 | 2013 |
| ---- | ---- | ---- | ---- | ---- | ---- | ---- |
| -    | -    | 279  | 359  | 458  | 363  | 917  |

|  |